# Ex-Tag
Ex-Tag ist an Börsen der Handelstag, an welchem der Aktienkurs einer Aktie um die Dividende oder das Bezugsrecht gekürzt wird.

## Allgemeines
Der Fachbegriff ist die Abkürzung für den Kurszusatz „Ex Dividende“ (englisch excluding dividend; „ohne Dividende“) oder „ex Bezugsrecht“ auf einem Kurszettel. In Deutschland und international ist es üblich, dass die von einer Aktiengesellschaft aktuell beschlossene Dividende oder ein Bezugsrecht vom Aktienkurs als Kursabschlag am Ex-Tag abgezogen werden, weil ein Käufer beim Erwerb an jenem Tag keine Dividende oder kein Bezugsrecht erhalten soll und ein Verkäufer, der die Dividende oder das Bezugsrecht erhalten wird, am Ex-Tag zum Ausgleich für die Dividende oder das Bezugsrecht den Kursabschlag hinnehmen soll. Ab dem Ex-Tag wird eine Aktie ohne Dividendenberechtigung für die Vergangenheit gehandelt. Vom Schlusskurs vor dem Ex-Tag bis zur Kurseröffnung am Ex-Tag wird die Dividendenberechtigung an die Verwahrstelle gemeldet, welche die Dividende überweist; deshalb ist die Aktie am Ex-Tag theoretisch um die Höhe der Dividende weniger wert.

## Rechtsfragen
Die Dividende wird von den Aktionären in der Hauptversammlung mit einfacher Mehrheit beschlossen (§ 174 Abs. 2 Nr. 2 AktG). Nach § 58 Abs. 4 Satz 2 AktG tritt die Fälligkeit der Dividende frühestens am dritten auf den Hauptversammlungsbeschluss folgenden Geschäftstag ein. Der letzte Tag für die Dividendenberechtigung wird Cum-Tag genannt und ist der Tag der Hauptversammlung. Sind Aktien an jenem Tag in einem Wertpapierdepot verbucht und damit Eigentum des Aktionärs nach § 39 AO, sind sie dividendenberechtigt.
Gemäß § 186 Abs. 1 AktG stehen dem Aktionär bei einer Kapitalerhöhung anteilig so viele neue Aktien zu, wie er am bisherigen Grundkapital beteiligt ist. Dies drückt sich im Bezugsrecht aus, das mit seinen alten Aktien bis zum Ex-Tag verbunden ist. Dann ergeben sich dieselben Konsequenzen wie bei der Dividende.

## Sonstiges
Bei Offenen Investmentfonds wird das Anrecht auf die Ausschüttung vom Investmentfondsanteil am Ex-Tag getrennt.

## International
In vielen Staaten bezieht sich die Dividendenberechtigung ausschließlich auf das Record date. So fällt in der Schweiz die Dividendenberechtigung auf das so genannte „Record-Datum“ – in der Regel der Tag nach dem Ex-Tag. Am Record-Datum legen Kreditinstitute und die Verwahrstelle SIX SIS der Aktien fest, wer dividendenberechtigt ist. Die Dividende erhält, wer an diesem Tag Aktien besitzt. Findet beispielsweise die Generalversammlung am 21. April statt, so fällt die Ex Dividende-Kursnotierung auf den 23. April, am 24. April ist das Record-Datum und am 25. April folgt die Auszahlung der Dividende (Ex-Tag).                                
In Österreich muss eine Aktie spätestens am Cum-Tag gekauft werden. Dieser ist der Handelstag vor dem Ex-Tag. Fällt etwa die Hauptversammlung auf den 11. Mai, liegt der Cum-Tag mit dem letztmöglichen Dividendenanspruch am 14. Mai, das Record-Datum fällt auf den 16. Mai, Zahltag und Ex-Tag ist der 17. Mai. 
In den USA wird das Record Date (auch: englisch date of record) vom Vorstand (englisch board of directors) festgelegt. Der Tag, an dem die Aktie eines Unternehmens mit einem Kursabschlag in Höhe der Dividende gehandelt wird (englisch ex-dividend date), wird von der Börse auf einen Geschäftstag vor dem Record Date vorgeschrieben. Die Ausschüttung der Dividende erfolgt zum englisch dividend date.